# Idaho (teritoriu SUA)

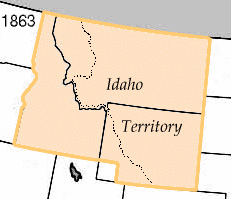
Idaho Territory în 1863.

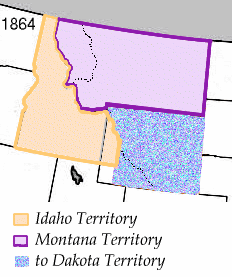
După numai un an, în 1864, suprafața inițială se distribuie teritoriilor Idaho, Montana și Dakota.

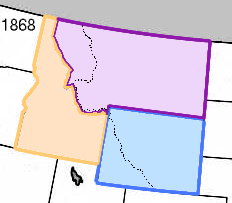
În 1868, împărțirea teritorială devine aproape identică cu cea de azi, suprafețele teritoriilor Idaho, Montana și Wyoming coincid cu cele ale statelor de azi cu aceleași nume. Simultan, suprafața teritoriului Dakota este redusă la suprafața combinată a statelor de azi, Dakota de Nord și Dakota de Sud.

Teritoriul Idaho (în original, în limba engleză, Idaho Territory) a fost un teritoriu organizat al Statelor Unite ale Americii care a existat între 1863 și 1890, când (la 3 iunie) Idaho a devenit cel de-al 43-lea stat admis în Uniune.  Teritoriul originar Idaho cuprindea părți însemnate din statele de azi Idaho, Montana și Wyoming.  
Teritoriul a fost oficial organizat pe data de 4 martie 1863 printr-un Act of Congress (Act al Congresului Statelor Unitea ale Americii), fiind semnat ca lege de președintele Abraham Lincoln.  A fost creat din suprafețe de teren care aparțineau unor teritorii existente.  Cea mai mare parte a zonei situate la vest de așa numita Diviziune Continentală (conform originalului, Continental Divide) fusese în trecut o parte a Teritoriului Washington (conform, Washington Territory), în timp ce cea mai mare parte a zonei aflată la este de Continental Divide fusese original parte a Teritoriului Dakota (conform, Dakota Territory).  Teritoriul originar acoperea majoritatea suprafețelor combinate ale statelor actuale Idaho, Montana și Wyoming. 
Prima capitală teritorială a fost la Lewiston.  Boise a devenit capitala teritoriului începând cu 1865. 
În 1864, Teritoriul Montana (conform, Montana Territory) a fost organizat din secțiunea nord-estică a teritoriului aflat la este de Munții Bitteroot (Bitteroot Range).  Cea mai mare parte a zonei de sud-est a devenit parte a Teritoriului Dakota. 
În 1868, zonele situate la este de cel al 111-lea meridian au fost organizate ca parte a nou creatului Teritoriu Wyoming (conform, Wyoming Territory).  La aceeași dată Teritoriul Idaho a ajuns să aibă exact aceeași suprafață și limite ca cele ale statului de azi, Idaho.  
Teritoriul Idaho a fost admis în Uniune ca Statul Idaho ca cel de-al patruzeci și treilea stat al său la 3 iulie 1890.